# Меженинов, Сергей Александрович
Серге́й Алекса́ндрович Межени́нов (7 (19) января 1890 — 28 сентября 1937) — военспец, советский военачальник, военный теоретик, комкор (1935). В 1933—37 заместитель начальника штаба (с сентября 1935 Генштаба) РККА. Расстрелян в ходе репрессий в РККА в 1937 году.

## Биография

Знак об окончании Казанского военного училища

Сергей Меженинов родился 7 (19) января 1890 года в Кашире в семье потомственных дворян.
Учился в Казанском военном училище, которое закончил в 1910 году, выпущен из фельдфебелей в подпоручики в лейб-гвардии Литовский полк со старшинством с 6 августа 1909 года. В дальнейшем обучался в Императорской Николаевской военной академии (не успел закончить из-за начала Первой мировой войны) и Киевской школе лётчиков-наблюдателей (закончил в 1916 году). В чине капитана Лейб-гвардии Литовского полка принимал участие в Первой мировой войне.

## Гражданская война
Меженинов в августе 1918 года в качестве военспеца был мобилизован в Красную армию. С 19 сентября по 11 октября 1918 года занимал посты начальника штаба 4-й армии (Восточный фронт), а с 3 декабря 1918 по 31 января 1919 года — начальника штаба 8-й армии.
С начала весеннего наступления белых (марта) по август 1919 года командовал 3-й армией, воевавшей против Сибирской армии. Меженинов являлся одним из главных руководителей Екатеринбургской операции, проходившей в июле 1919 года.
С сентября 1919 по июль 1920 года командовал 12-й армией.
С 20 сентября — 17 октября 1920 года был начальником штаба 4-й армии, принимавшей участие в советско-польской войне (1919—1921). С октября по декабрь 1920 года командовал 15-й армией РККА.
В 1921 году занимал должности начальника штаба, командующего войсками Орловского военного округа, начальника штаба Западного фронта. Незадолго до окончания Гражданской войны был переведён на должность начальника штаба Уральского военного округа.

## Служба в РККА
С декабря 1921 по ноябрь 1924 года работал начальником штаба и 1-м заместителем начальника Главного управления воздушного флота, с 1924 по 1925 годы — начальником штаба Украинского военного округа, а с 1925 по 1931 годы — помощником и заместителем начальника ВВС.
В 1931 году вступил в ВКП(б). С 1932 по 1933 год начальник штаба Управления ВВС, с 1933 по 1937 годы — заместитель начальника штаба (с сентября 1935 Генштаба) РККА и член Военного совета Народного комиссариата обороны СССР. Курировал работу Разведывательного управления РККА.

## Арест и смерть
В июне 1937 г. Меженинов совершил попытку самоубийства, объяснив в посмертной записке свой поступок утерей важного документа. После двух выстрелов в себя остался жив и был помещён в больницу. По допросам своих коллег — сотрудников разведки Меженинов был обвинён в шпионаже в пользу Германии и 20 июня 1937 года был арестован. 28 сентября 1937 года был приговорён к расстрелу, и в тот же вечер приговор был приведён в исполнение.
В 1957 году Меженинов был реабилитирован за отсутствием состава преступления.

## Семья
Сын Пётр (род. 1917), слушатель Военно-воздушной академии, был арестован, 9 декабря 1937 года осуждён по ст. ст.58-8 и 58-11 УК РСФСР и расстрелян.

## Память
В г. Кашира Московской области есть улица Меженинова.

## Награды
- Орден Святой Анны 4-й степени с надписью «За храбрость» (ВП 10.02.1915)
- Орден Святого Владимира 4-й степени (ВП 7.05.1915)
- Орден Святой Анны 3-й степени с мечами и бантом (13.09.1916)[5]
- Орден Святого Станислава 2-й степени с мечами (10.04.1917)
- Орден Красного Знамени (1922).
- Орден Красной Звезды

## Публикации
- Новое в тактике пехоты. Смоленск, 1922.
- Вопросы применения и организации авиации. М., 1924 (в соавт. с С. Ф. Огородниковым).
- Очерки по вопросам авиации. 1. Личный состав. 2. Организация строевой части. 3. Аэродромы. 4. Противовоздушная оборона. М., 1925.
- Начало борьбы с поляками на Украине в 1920 г. (XII армия). М.: Госвоениздат, 1926.
- Основные вопросы применения военных воздушных сил. М., 1926.
- Воздушные силы в войне и операции. М.; Л., 1927.